# Земо-Шухуті
Земо-Шухуті (груз. ზემო შუხუთი) — село в Грузії.
За даними перепису населення 2014 року в селі проживає 359 осіб.